# Chione
Genre
Le genre Chione regroupe de nombreuses espèces de mollusques bivalves appelés vénus.

## Liste des espèces
N.B. : cette liste est peut-être incomplète.
- Chione amathusia (Philippi, 1844)
- Chione californiensis (Broderip, 1835)
- Chione cancellata (Linnaeus, 1767)
- Chione cingenda
- Chione clenchi Pulley, 1952
- Chione gnidea (Broderip et Sowerby, 1829)
- Chione grus (Holmes, 1858)
- Chione intapurpurea (Conrad, 1849)
- Chione kellettii (Hinds, 1845)
- Chione latilirata (Conrad, 1841)
- Chione mariae (Orbigny, 1846)
- Chione paphia (Linnaeus, 1767)
- Chione picta Willett, 1944
- Chione puber (Bory Saint-vincent, 1927)
- Chione pulicaria (Broderip, 1835)
- Chione purpurissata Dall, 1902
- Chione pygmaea (Lamarck, 1818)
- Chione squamosa (Carpenter, 1857)
- Chione subimbricata (Sowerby, 1835)
- Chione subrugosa (Wood, 1828)
- Chione succincta Linnaeus, 1767
- Chione undatella (G. B. Sowerby I, 1835)